# Shin Meiwa US-1A
Shin Meiwa PS-1 in US-1A (japonsko 新明和 PS-1, US-1A) sta veliki štirimotorni turbopropelerski letali, ki se uporablja za protipodmorniško bojevanje in iskanje in reševanje. Verzija PS-1 je leteči čoln, ki je imel na krovu opremo za premikanje po kopnem, US-1A pa je povsem amfibijsko letalo.

## Specifikacije (US-1A)
Podatki iz Jane's All The World's Aircraft 1988-89
Splošne karakteristike
- Posadka: 9 (pilot, kopilot, inženir leta, navigator,radio operater, operater radarja, dva opazovalca)
- Število sedežev: 20 potnikov ali 12 nosil
- Dolžina: 33,46 m (109 ft 9¼ in)
- Razpon kril: 33,15 m (108 ft 9 in)
- Višina: 9,95 m (32 ft 7¾ in)
- Površina kril: 135,8 m² (1462 ft²)
- Teža praznega letala: 23300 kg (51367 lb)
- Maks. vzletna teža: 45000 kg (s kopnega), 43000 kg (z vode) (99200 lb)
- Pogon letala: 4 ×  turboprop Ishikawajima-Harima/General Electric T64-IHI-10J, 2605 kW (3493 KM)  vsak
- in 1× General Electric T58 plinska turbina 1104 kW (1360 KM)

 Zmogljivost 
- Maks. hitrost: 511 km/h (276 vozlov, 318 mph)
- Potovalna hitrost: 426 km/h (230 vozlov, 265 mph)
- Doseg: 3817 km (2060 nmi, 2372 milj)
- Višina leta: 7195 m (23600 ft)
- Hitrost vzpenjanja: 8,1 m/s (1600 ft/min)

Oborožitev

- 4 x 150 kg (330 lb) globinske bombe, 2 x torpedo, 6 x 127mm raket zuni

Letalska elektronika

- Radar za iskanje po morju